# Song-Schwestern

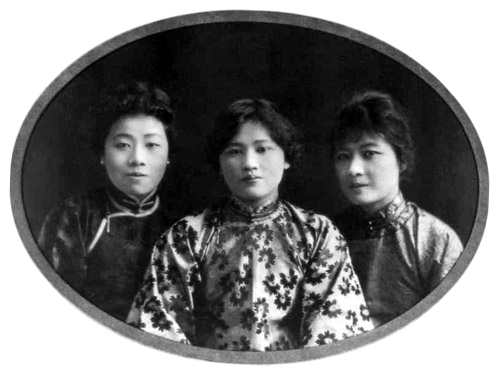
Die Song-Schwestern in jungen Jahren (Song Ailing, Song Qingling, Song Meiling)

Die Song-Schwestern (chinesisch 宋家姐妹, Pinyin Sòngjiā Jiěmèi – „die Schwester der Song-Familie“) waren drei einflussreiche Schwestern, die in den 1930er Jahren mit den wichtigsten Personen der chinesischen Politik verheiratet waren.

## Image
| Foto | Name                             | Langz. | Kurzz. | Pinyin        | Jyutping         | Anmerkungen                                                                                |
| --- | -------------------------------- | ------ | ------ | ------------- | ---------------- | ------------------------------------------------------------------------------------------ |
| | Song Ailing Soong Ai-ling a      | 宋靄齡 | 宋霭龄 | Sòng Àilíng   | Sung3 Oi2ling4   | 1890–1973: Ehefrau des Bankiers H. H. Kung 愛錢 / 爱钱 b, ài qián – „liebt das Geld“       |
| | Song Qingling Soong Ching-ling a | 宋慶齡 | 宋庆龄 | Sòng Qìnglíng | Sung3 Hing3ling4 | 1893–1981: Ehefrau des Politikers Sun Yat-sen 愛國 / 爱国 b, ài guó – „liebt das Land“     |
| | Song Meiling Soong May-ling a    | 宋美齡 | 宋美龄 | Sòng Měilíng  | Sung3 Mei5ling4  | 1897–2003: Ehefrau des Generals Chiang Kai-shek 愛權 / 爱权 b, ài quán – „liebt die Macht“ |
| Von den drei Schwestern hieß es: |                                  |        |        |               |                  |                                                                                            |
| 「一個愛錢，一個愛國，一個愛權. c」 「Yíge ài qián, yíge ài guó, yíge ài quán.」 „Eine liebt das Geld, eine liebt das Land, eine liebt die Macht.“                            |                                  |        |        |               |                  |                                                                                            |
| a Veraltete historische Schreibung – Name nach nicht standardisierte inoffizielle Ad-Hoc-Umschrift.b Schriftzeichen als Lang- und Kurzzeichenc Schriftzeichen als Langzeichen |                                  |        |        |               |                  |                                                                                            |

## Familie

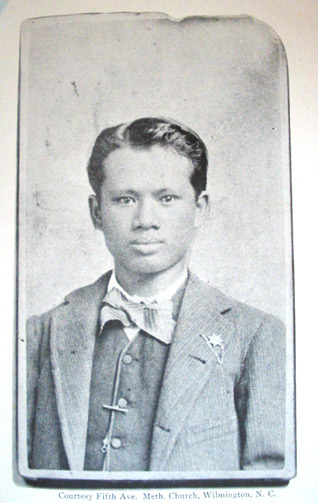
Charlie Soong – Vater der Song-Schwestern – in jungen Jahren (1882–1886)

Außerdem gab es noch drei Brüder, die wichtige Funktionen in der Republik China innehatten.
- T. V. Soong (宋子文,  Song Zǐwén) (1894–1971), Finanzminister und Leiter der Central Bank of China (Taiwan)
- T. L. Soong (宋子良,  Song Zǐliáng), Geschäftsmann in New York
- T. A. Soong (宋子安,  Song Zǐ’ān; – 1969), Präsident der Bank of Canton, Hong Kong

Ihr Vater war der Methodistenprediger Charlie Jones Soong (宋嘉樹,  Sòng Jiāshù; 1863–1918), der durch seine Tätigkeit im Bank- und Verlagswesen zu einem beträchtlichen Vermögen kam.

## Verfilmung
Die Geschichte der Song-Schwestern wurde von Mabel Cheung 1997 als The Soong Sisters verfilmt (宋家皇朝,  Sòngjiā Huángcháo – „wörtlich Die Kaiserdynastie der Familie Song“).